# 熊志军
熊志军（1952年—），男，湖北仙桃人，中华人民共和国政治人物，曾任国有重点大型企业监事会主席。